# Tomicha cawstoni
Tomicha cawstoni es una especie de molusco gasterópodo de la familia Pomatiopsidae en el orden de los Mesogastropoda.

## Distribución geográfica
Es endémica de Sudáfrica.

## Hábitat
Su hábitat natural son: los ríos.